# Organización de Telecomunicaciones de Iberoamérica

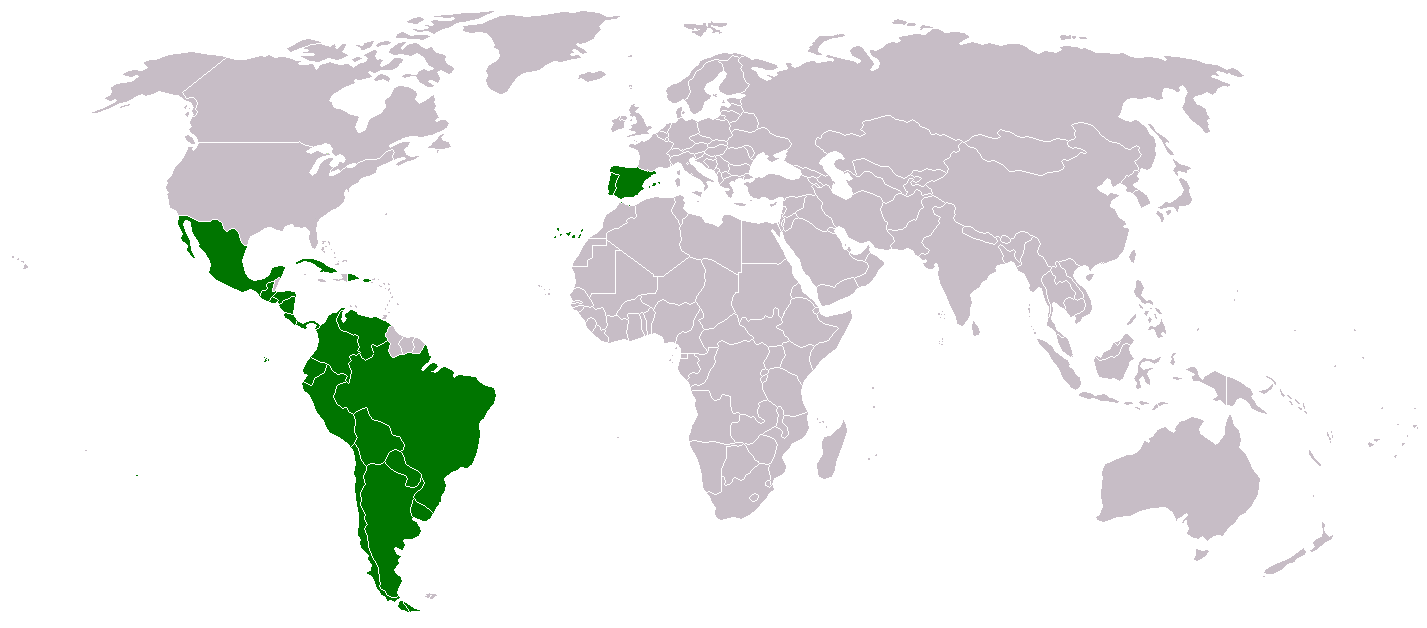

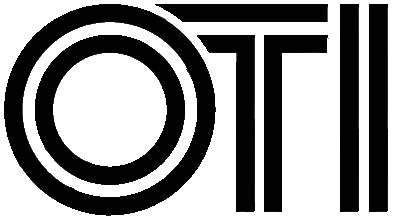

L'Organización de Telecomunicaciones de Iberoamérica (OTI), originalment anomenada Organización de Televisión Iberoamericana, és una organització fundada en la Ciutat de Mèxic el 19 de març de 1971. Reuneix les empreses televisives dels països de Iberoamèrica, la producció dels quals es realitza en castellà o portuguès, i les seves funcions són estimular i reforçar els vincles entre organitzacions i empreses de televisió que operen en aquestes llengües. També aglutina als operadors públics de Portugal i d'Espanya. En aquest sentit, posa en joc tots els mitjans legals i tècnics que serveixin a l'intercanvi de les diferents àrees que la televisió afecta: cultura, esports, informació i política internacional.
La seva estructura està composta per una Assemblea General i un Consell Executiu, on estan representats tots els països que emeten televisió en espanyol i portuguès, proporcionalment a la quantitat de televisors per llar que cadascun tingui. Entre les activitats públiques de la OTI, la més coneguda va ser el Festival OTI de la Cançó, que va celebrar vint-i-vuit edicions entre 1972 i 2000.
El directori de la OTI està encapçalat pel seu president des de 1997, Emilio Azcárraga Jean, i el seu secretari general, Miguel Díez de Urdanivia. Té un espai informatiu setmanal anomenat Servicios Informativos OTI, per a les cadenes públiques que va començar a emetre's el 10 de gener de 2000.
Aquesta organització ha transmès els Jocs Olímpics (hivern i estiu), les Copes Mundials de Futbol i els Jocs Panamericans, entre altres esdeveniments.

## Membres actuals per país
| País                   | Canals / Holdings                                                    |
| ---------------------- | -------------------------------------------------------------------- |
| Argentina              | Grupo Clarín - Viacom Argentina                                      |
| Bolívia                | Unitel - Red UNO                                                     |
| Brasil                 | Grupo Bandeirantes                                                   |
| Xile                   | Mega - Chilevisión - Canal 13                                        |
| Colòmbia               | Caracol - RCN                                                        |
| Costa Rica             | Teletica                                                             |
| Equador                | Teleamazonas - Canal Uno                                             |
| Espanya                | RTVE - PRISA                                                         |
| Estats Units           | Univision - Telemundo - CNN                                          |
| El Salvador            | TCS                                                                  |
| Guatemala              | RTG                                                                  |
| Hondures               | TVC                                                                  |
| Mèxic                  | Televisa - TV Azteca - SIPSE - Grupo Imagen - Radiorama - SKY México |
| Panamà                 | RPC TV - Telemetro Canal 13 - TVN                                    |
| Paraguai               | Telefuturo                                                           |
| Perú                   | Latina - América                                                     |
| Uruguai                | Canal 4 - Canal 10 - TCC                                             |
| Veneçuela              | Venevisión                                                           |
| Llatinoamèrica i Carib | Vrio / AT&T                                                          |